# Arlene Harris
Arlene Harris (7 de julio de 1896 – 12 de junio de 1976) fue una actriz radiofónica, cinematográfica y televisiva estadounidense, aunque nacida en Canadá. 

## Resumen biográfico
Nacida en Toronto, Ontario (Canadá), antes de iniciar su carrera como actriz cinematográfica era conocida como actriz cómica por su intervención en el show radiofónico The Chatterbox.
Harris también intervino en el programa televisivo The Dick Van Dyke Show en 1964, junto a otros varios intérpretes de la era de la radio.
A Harris se le concedió una estrella en el Paseo de la Fama de Hollywood, en el 6250 de Hollywood Boulevard, por su actividad radiofónica.
Arlene Harris falleció en 1976 en Woodland Hills (Los Ángeles), California.